# Via Danubia
Via Danubia è una lunga pista ciclabile in Baviera. La Via Danubia fra Bad Gögging e Passavia esiste dal 2001. Nel 2006 ne venne aperto un nuovo tratto fra Günzburg e Oberndorf am Lech.

## Tracce romane lungo la via
Lungo la pista cartelli segnaletici informano su eventi storici locali:

### Tra Günzburg e Oberndorf
- Günzburg – Fortificazioni romane Guntia
- Offingen – Sito sulla romana "strada danubiana del sud" (via iuxta Danuvium)[1]
- Gundelfingen – Pietra miliare romana nella chiesa parrocchiale cittadina
- Faimingen – Museo all'aperto su Granno- Luogo clou della via
- Gundremmingen – Fortificazione romana detta Bürgle
- Aislingen – Fortificazione romana
- Holzheim-Ellerbach – Cimitero romano
- Roggden (Wertingen) - Cimitero romano
- Buttenwiesen – Visuale romana sul Thürlesberg
- Burghöfe - Fortificazione romana, punto terminale della Via Claudia Augusta
- Oberndorf – Tracce d'insediamenti romani

### Tra Bad Gögging e Passavia
- Bad Gögging – Frazione di Neustadt an der Donau, con bagni romani
- Eining – Fortificazione militare romana in Eining
- Ratisbona - Castra Regina, nome romano di Ratisbona
- Donaustauf – Viticoltura romana lungo il Danubio
- Zoo di Straubing – Storia della città di Straubing fino al 1218
- Chiesa di San Pietro a Straubing – Storia della città romana di Straubing
- Aiterhofen – Fattorie romane (villae rusticae)
- Wischlburg – Frazione di Stephansposching, con trincea romana del primo medioevo
- Steinkirchen - Castrum di Steinkirchen
- Natternber – Insediamento preistorico e rocca di Natternberg
- Moos-Burgstall - Fortificazione romana con insediamenti civili di Moos-Burgstall
- Haardorf – Frazione di Osterhofen, con stazione militare romana
- Thundorf di Osterhofen - Archeologie del comune di Künzing, Museo Quintana in Künzing, Museo laterizio a Flintsbach,
- Vilshofen an der Donau – Strade e ponte romani
- Windorf – Confine sul Danubio fra Künzing e Passavia
- Passavia – Storia romana della città di Passavia

## Percorso della Via Danubia tra Bad Gögging e Passavia
1. Bad Gögging fino a Ratisbona 52 km
2. Ratisbona fino a  Straubing 56 km
3. Straubing fino a  Plattling 46 km
4. Plattling fino a  Passavia 62 km

## Possibili connessioni
- La Isar-Radweg giunge in Deggendorf insieme alla Via Danubia.
- La Innradweg e la Tauernradweg si congiungono a Passavia con la Via Danubia.